# FLIM

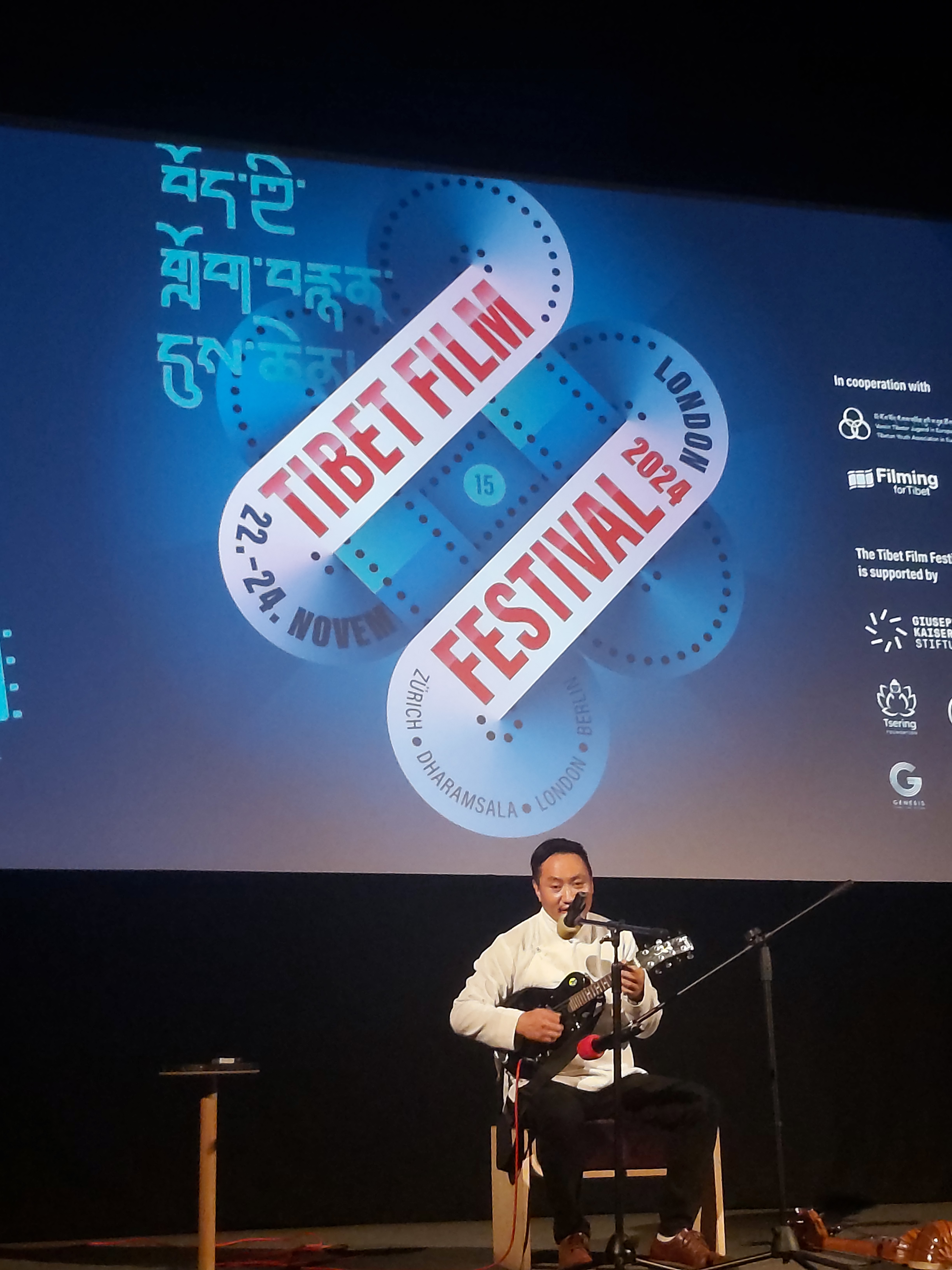
Snímek z uvedení Festivalu tibetského filmu v Londýně (listopad 2024)

Festival tibetského filmu (The Tibet Film Festival) je soubor festivalů konaných v různých městech, který uvádí filmy vzniklé v Tibetu (Číně) i v jiných zemích.

## Zahraničí
Festival tibetského filmu byl založen v roce 2008 a probíhá každoročně v Curychu a v Dharamsala (Indie). Byl inspirován tibetským filmařem–samoukem Döndub Wangčhenem, který byl uvězněn za svůj film Nechat strach za sebou Je věnován filmům vzniklým v Tibetu i zahraničí, jehož autory jsou Tibeťané. Paralalelně probíhá dále v Londýně a v Berlíně (od roku 2020).

## Česko
V Česku existuje od roku 2007 obdobný festival pod názvem Festival tibetských filmů a filmů o Tibetu (FLIM), který prezentuje i filmy jiných, než tibetských autorů. Je uváděn každoročně v Praze, zprvu v kině Aero, v roce 2018 ve vršovickém Kině Pilotů a později přesídlil do kina Světozor.
Koná se v Praze a na programu jsou filmy tibetské (čínské) i filmy z mezinárodní produkce. Pořadatelem je nevládní nezisková obecně prospěšná společnost Potala. Festival přináší nejnovější i historické dokumentárními snímky, ale také autorskou tvorbu tibetských režisérů tvořících v Číně i v exilu.